# オルデニーコ
オルデニーコ（伊: Oldenico）は、イタリア共和国ピエモンテ州ヴェルチェッリ県にある、人口約200人の基礎自治体（コムーネ）。

## 地理

### 位置・広がり
| 隣接するコムーネは以下の通り。括弧内のNOはノヴァーラ県所属を示す。 - アルバーノ・ヴェルチェッレーゼ - カレザナブロト - コッロビアーノ - クイント・ヴェルチェッレーゼ - サン・ナッツァーロ・セージア (NO) - ヴィッラータ |